# Аполонийска кула
Аполонийската или Елевтерската кула (на гръцки: Πύργος Απολλωνίας, Πύργος Ελευθερών) е средновековно отбранително съоръжение, разположено на беломорското крайбрежие между античния град Амфиполис и Кале чифлик (Неа Перамос), Северна Гърция. В 1979 година е обявена за паметник на културата.

## История
Аполонийската кула е разположена южно от главния път Солун – Кавала, в южните склонове на Люти рид, на плажа на Елевтерес.
Кулата е контролирала морската зона между устието на Струма и Елевтерския залив, като се е намирала между средновековните градове Хрисополис на запад и Анакторополис на изток. Датира от късновизантийския период – XIV век. Името Аполонийска е дадено по погрешка, тъй като дълго време се е смятало, че това е мястото на античния град Аполония.

## Архитектура
Кулата е оградена от каменна крепостна стена, която огражда четириъгълно пространство. Ширината на крепостната стена варира от 1,20 до 2,35 m. Стъпала от югозападната ѝ страна водят до горната част на стената. От вътрешната страна на крепостната стена има различни стопански постройки. Основи на сгради има и отвън – от северната страна. В североизточния ъгъл на крепостната стена е разположена самата кула. Тя има външни размери 11 m x 10 m и е запазена на височина от 10 m. Има сложна зидария. Входът е от южната страна откъм морето и е на височина 2 m над земята. Кулата има етаж под нивото на входа и четири етажа нагоре. Приземният и първият етаж са разделени с дървен под, както и третият и четвъртият, докато между втория и третия има площадка на пандантиви. Четвъртият етаж завършва със сводове, на които е бил разположен куполът на кулата, който не е запазен. На източната стена на кулата има две конхи, принадлежащи на параклиса на сградата. Първите три етажа са свързани с вградена сводеста стълба в дебелината на стената, а до четвъртия се стига по дървен стълба, каквато е свързвала и приземния с първия етаж. Осветена от големи сводести прозорци от всички страни. Кулата има две бойници от северната и източната страна.